# Thermophis zhaoermii
Espèce
Statut de conservation UICN

 EN B1ab(iii) : En danger
Thermophis zhaoermii est une espèce de serpents de la famille des Dipsadidae.

## Répartition
Cette espèce est endémique du Sichuan en République populaire de Chine.

## Étymologie
Cette espèce est nommée en l'honneur de Er-mi Zhao.

## Publication originale
- Guo, Liu, Feng & He, 2008 : The Description of A New Species of Thermophis (Serpentes Colubridae). Sichuan Journal of Zoology, vol. 27, no 3, p. 321 (texte intégral).